# Елин, Григорий Ефимович
Григорий Ефимович Елин (15 августа 1903 года,  Уральск,  Российская империя —  не ранее 1985 года,  СССР) — советский военачальник, полковник (1944).

## Биография
Родился 15 августа 1903 года в  городе Уральск. До службы в армии  учился в Оренбургском Неплюевском кадетском корпусе (как сын казака Уральского войска). В 1920 году в связи с закрытием кадетского корпуса прекратил учебу.

### Военная служба

#### Гражданская война
1 июля 1920 года добровольно вступил в РККА. Службу проходил писарем в штабе Уральского УРа, а с сентября — в 1-м Уральском добровольческом стрелковом полку, с марта 1921 года — младшим инструктором спорта и допризывной подготовки территориального батальона Уральского округа (г. Уральск).

#### Межвоенные годы
В декабре 1921 года командирован на учебу в 1-ю пехотную военную школу в Петрограде, по окончании с сентября 1924 года проходил службу командиром взвода и врид командира роты в 5-м Туркестанском Краснознаменном стрелковом полку в городе Фергана. С декабря 1926 года по январь 1928 года исполнял должность делопроизводителя в отдельной роте связи 2-й Туркестанской стрелковой дивизии, затем вновь служил в 5-м Туркестанском Краснознаменном стрелковом полку. С переводом из САВО в УВО в 1932 года полк был переименован в 299-й стрелковый в составе 100-й стрелковой дивизии. В его составе занимал должности командира взвода и роты, начальника команды одногодичников и начальника штаба учебного батальона, врид пом. начальника штаба полка. В феврале 1937 года вновь переведен в САВО и назначен преподавателем тактики окружных Ташкентских КУКС запаса. С марта 1939 года исполнял должность старшего преподавателя тактики Ташкентского военно-политического училища. В июле был назначен начальником штаба 230-го горнострелкового полка 83-й горнострелковой дивизии в городе Ашхабад.

#### Великая Отечественная война
С началом войны в июле 1941 года майор  Елин назначен командиром 1073-го стрелкового полка 316-й стрелковой дивизии, находившейся на формировании в этом же округе в городе Алма-Ата. В конце августа 1941 года дивизия была передислоцирована на Северо-Западный фронт в состав 52-й армии и вела оборонительные бои юго-восточнее города Малая Вишера. С 5 по 10 октября она была переброшена в район Волоколамска, где вошла в состав 16-й армии Западного фронта и участвовала в битве под Москвой. За героизм и мужество в этих боях дивизия была награждена орденом Красного Знамени (17.11.1941) и преобразована в 8-ю гвардейскую (18.11.1941), а 23.11.1941 г. ей было присвоено имя погибшего командира дивизии — генерал-майора И. В. Панфилова. Немалая заслуга в этом и 1073-го стрелкового полка, который также был переименован в 19-й гвардейский. 
С января 1942 года майор  Елин командовал 10-м запасным стрелковым полком МВО в городе Горький, с марта — 230-м горнострелковым полком 68-й горнострелковой дивизии в Иране (г. Бабольсер). В октябре был переведен заместителем командира 64-й стрелковой бригады САВО в город Мары, с апреля 1943 года исполнял должность командира этой бригады. Затем убыл с ней на Западный фронт. В мае на базе этой  64-й и 112-й отдельных стрелковых бригад в составе 68-й армии резерва ВГК была сформирована 192-я стрелковая дивизия, а подполковник  Елин назначен в ней заместителем командира. С 12 июля она в составе той же армии была передана Западному фронту и заняла оборону в районе совхозов Мархоткин и Мазово Смоленской области. В период с 14 по 30 июля временно командовал дивизией. 7 августа она перешла в наступление и участвовала в Смоленской, Спас-Деменской, Ельнинско-Дорогобужской и Смоленско-Рославльской наступательных операциях. 
В октябре 1943 года подполковник  Елин был назначен командиром 36-й отдельной стрелковой бригады, которая в составе 62-го стрелкового корпуса 49-й армии находилась в обороне по восточному берегу реки Проня в 35 км севернее Чаусы. Затем он был направлен на двухмесячные курсы при Высшей военной академии им. К. Е. Ворошилова, по их прохождении в январе 1944 года назначен заместителем командира 99-й гвардейской стрелковой дивизии 37-го гвардейского стрелкового корпуса в городе Ногинск. В июне она в составе корпуса была направлена на Карельский фронт в 7-ю армию и участвовала в Свирско-Петрозаводской наступательной операции. В ходе ее успешно форсировала реку Свирь, овладела плацдармом на ее правом берегу и, развивая наступление в условиях труднопроходимой местности и бездорожья, с боями прошла около 200 км. За это приказом ВГК от 2 июля 1944 года ей было присвоено почетное наименование «Свирская». В августе дивизия была переформирована в 99-ю гвардейскую воздушно-десантную в составе 37-го гвардейского воздушно-десантного корпуса Отдельной воздушно-десантной армии, а 10 октября полковник  Елин назначен начальником окружных курсов младших лейтенантов УрВО. С января по февраль 1945 года состоял в распоряжении ГУК, затем был направлен на 1-й Белорусский фронт, где находился до конца войны.

#### Послевоенное время
После войны с 12 октября 1945 года исполнял должность военного коменданта района Пренцлауэр-Берг города Берлин, с августа 1946 года — заместитель начальника управления, а с мая 1947 года — начальника штаба окружной военной комендатуры округа Бранденбург СВАГ. 19 декабря 1947 года назначен заместителем начальника Объединенных КУОС АрхВО (с 1 июля 1951 г. — Беломорского ВО). В декабре 1951 года переведен в Приморский ВО заместителем командира 277-й стрелковой дивизии. 18 июля 1953 года гвардии полковник Елин уволен в запас. 

## Награды
- орден Ленина (05.11.1946)[4]
- четыре ордена Красного Знамени (07.11.1941[5], 03.11.1944[6][4],  15.11.1950[4])
- орден Отечественной войны 2-й  степени (06.04.1985)[7]
- два ордена Красной Звезды  (06.09.1944[8], 28.08.1945[9])
  - медали в том числе:
  - «XX лет Рабоче-Крестьянской Красной Армии» (1938)[9]
  - «За оборону Москвы» (1945)[9]
  - «За победу над Германией в Великой Отечественной войне 1941—1945 гг.» (1945)
  - «За взятие Берлина» (1945)
  - «За освобождение Варшавы» (1945)
  - «Ветеран Вооружённых Сил СССР» (1976)